# International (musikalbum)
International är ett studioalbum från 1965 av Hootenanny Singers.

## Låtlista

### Sida A
| Nr | Låt                                  | Musik                                             | Text                                              | Längd |
| -- | ------------------------------------ | ------------------------------------------------- | ------------------------------------------------- | ----- |
| 1  | Björkens visa                        | Topelius–Raab - bearbetning: Björn Ulvaeus        | Topelius–Raab - bearbetning: Björn Ulvaeus        |       |
| 2  | Små nära ting                        | K. Fors, R. Böe, Aasen, T. Nerman)                | K. Fors, R. Böe, Aasen, T. Nerman)                |       |
| 3  | Vildandens klagan                    | Bearbetning: S. Rossner, B. Thomas, Björn Ulvaeus | Bearbetning: S. Rossner, B. Thomas, Björn Ulvaeus |       |
| 4  | Finns det liv så finns det hopp      | Stig Anderson, B. Thomas, Björn Ulvaeus           | Stig Anderson, B. Thomas, Björn Ulvaeus           |       |
| 5  | Lili – Marleen                       | N.Schultze, H. Leip, G. Sandber                   | N.Schultze, H. Leip, G. Sandber                   |       |
| 6  | En festlig dag (It's Good News Week) | K. King, Håkan Hven                               | K. King, Håkan Hven                               |       |

### Sida B
| Nr | Låt                             | Musik                              | Text                               | Längd |
| -- | ------------------------------- | ---------------------------------- | ---------------------------------- | ----- |
| 1  | No time                         | Björn Ulvaeus, M. Dean             | Björn Ulvaeus, M. Dean             |       |
| 2  | Wenn alle Ströme versiegen      | Michael Kunze                      | Michael Kunze                      |       |
| 3  | Time to Move Along              | Björn Ulvaeus, M. Dean             | Björn Ulvaeus, M. Dean             |       |
| 4  | Fermati in me (Stanna en stund) | Björn Ulvaeus, Håkan Hven, Menillo | Björn Ulvaeus, Håkan Hven, Menillo |       |
| 5  | In the Darkness of My Night     | Donovan, Philips, Leitch           | Donovan, Philips, Leitch           |       |
| 6  | La mamma                        | Charles Aznavour                   | Charles Aznavour                   |       |